# Saccobolus truncatus
Saccobolus truncatus är en svampart som beskrevs av Velen. 1934. Saccobolus truncatus ingår i släktet Saccobolus och familjen Ascobolaceae.  Arten är reproducerande i Sverige. Inga underarter finns listade i Catalogue of Life.